# Elaphria purpusi
Elaphria purpusi är en fjärilsart som beskrevs av Max Wilhelm Karl Draudt 1926. Elaphria purpusi ingår i släktet Elaphria och familjen nattflyn. Inga underarter finns listade i Catalogue of Life.